# 参与判事補
参与判事補（さんよはんじほ）とは判事補の種類の一つ。

## 概要
地方裁判所において単独制で審理がなされる場合に事件の係属した裁判所の判事は、当該判事が所属する部または支部の判事補1名を審理に立ち会わせ、意見を述べさせることができ、その際に立ち会って意見を述べることができる判事補を参与判事補と呼ぶ。
最高裁判所規則である「地方裁判所における審理に判事補の参与を認める規則」により参与判事補制度が1972年11月に発足。当初は高等裁判所の所在地がある8地方裁判所に限られていたが、1974年2月から全地方裁判所に拡大された。
参与判事補制度については「二人制裁判官の実現を法律によらずに規則で行おうとするもので脱法行為」「参与判事補を一人制裁判所を構成する裁判官に対して職務上従属的な地位に立たせ、日本国憲法第76条に違反する」という批判があった。
1979年6月13日に最高裁は参与判事補制度について「参与判事補は、評決権や訴訟指揮権や発問権を有するものでもなく、その意見は判事に対し法律上も事実上もなんら拘束力を有するものでもない。参与判事補は、形式的にも実質的にも裁判体の構成員となるものではなく、参与判事補制度は二人裁判官制を採用したものではない。」として日本国憲法第76条に違反しないとする合憲判決を下した。
なお、参与判事補制度は導入から数年間は全国の裁判所で実施されたが、1980年代からはほとんど実施されなくなった。もっとも、参与判事補制度の法的根拠である参与判事補規則は2004年時点も効力を有している。